# Tagoropsis andriai
Tagoropsis andriai är en fjärilsart som beskrevs av Griveaud 1964. Tagoropsis andriai ingår i släktet Tagoropsis och familjen påfågelsspinnare. Inga underarter finns listade i Catalogue of Life.